# پپسی مکس

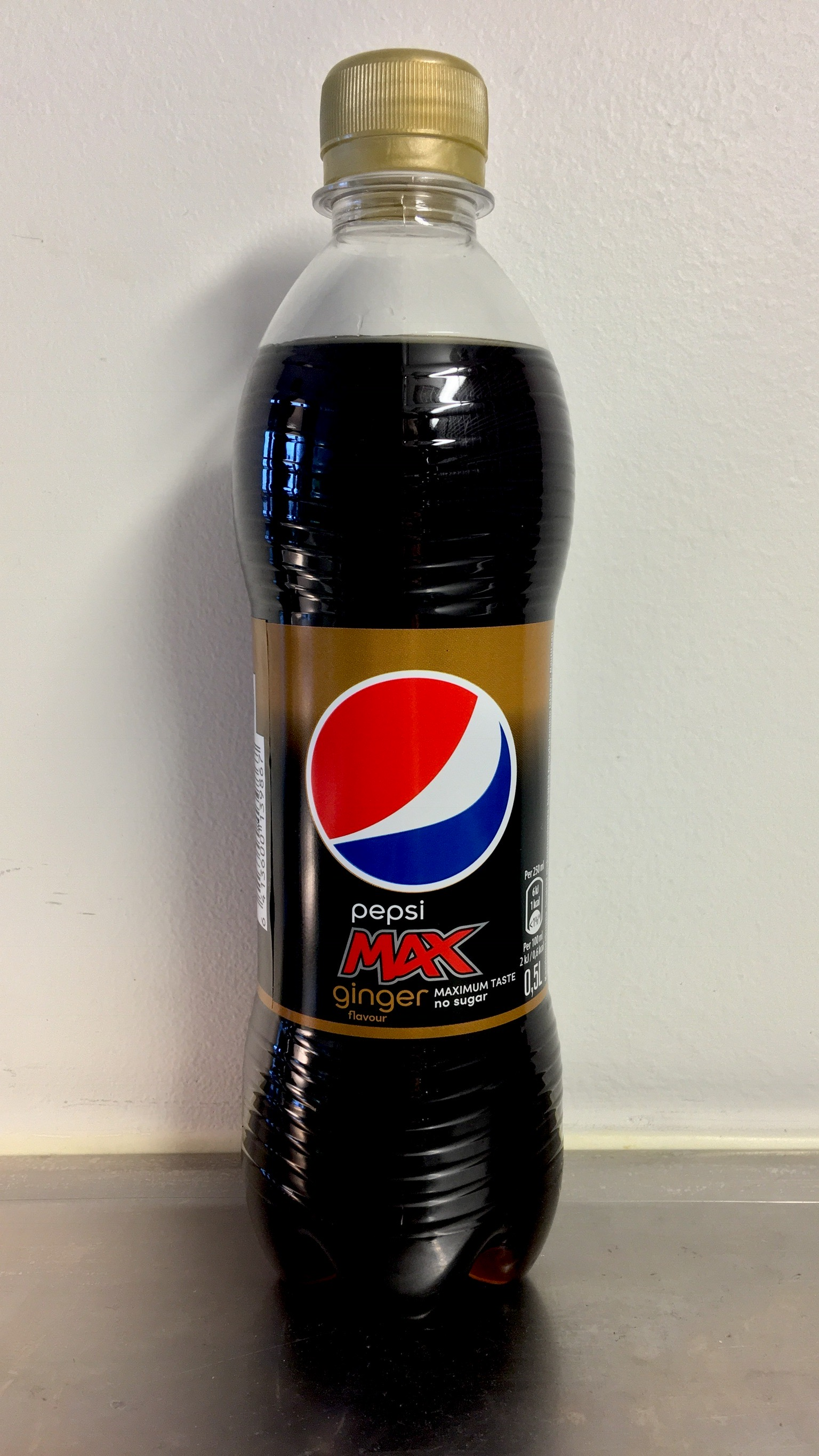
عکسی از بطری ۰/۵لیتری پپسی مکس

پپسی مکس، نوشابه‌ای کولایی و با کالری کم و بدون شکر است. این محصول توسط شرکت پپسی‌کو تولید می‌شود و جزو نوشیدنی‌های رژیمی به‌حساب می‌آید. پپسی مکس در سال ۱۹۹۳ معرفی شد. پپسی مکس کاپوچینو، پپسی مکس توئیست، پپسی مکس پانچ از انواع مختلف این محصول می‌باشند. پپسی مکس در مقایسه با پپسی، در حدود دو برابر کافئین دارد. هر ۲۲۷ گرم از نوشابه پپسی ۲۵ میلی‌گرم کافئین دارد، درحالیکه هر ۲۲۷ گرم از نوشابه پپسی مکس ۴۵ میلی‌گرم کافئین دارد.